# Piretrină
Piretrina (Pyrethrum) definește o grupă de substanțe cu efect insecticid, obținute din florile diferitelor soiuri de crizanteme „Tanacetum” (ex. Tanacetum parthenium). Substanța activă este piretrina, care este utilizată ca insecticid, pesticid și în medicină.

## Istoric
Marina Americană a folosit în anul 1917 o metodă de comabatere a muștelor și țânțarilor printr-un amestec de benzină cu un extract de Pyrethrum, obținut din flori de crizanteme măcinate și ținute în cherozină. Acest extract a fost folosit sub formă de doze cu spray, structura extractului a fost clarificată în anul 1924 de  Lavoslav Ružička și Hermann Staudinger, el devenind ulterior modelul piretroidelor elaborate sintetic.

## Compoziție
|              | Proporții | Structura chimică |
| ------------ | --------- | ----------------- |
| Piretrină I  | 35 %      |                   |
| Piretrină II | 33 %      |                   |
| Iasmolină I  | 5 %       |                   |
| Iasmolină II | 4 %       |                   |
| Cinerină I   | 10 %      |                   |
| Cinerină II  | 14 %      |                   |

Piretrina I este fracțiunea cu acțiune insecticidă cea mai eficientă, piretrina II are acțiune insecticidă mai redusă însă acționează mult mai rapid. Piretrina din florile de Kenia conțin în medie 1,3 % substanță activă. Florile după recoltare se uscă și se macină, urmând procesul de extracție în metanol / cherozină, petrolether / cianură de metil. Se presupune crizantemele produc prin biosinteză acid mevalonic, lucru însă necertificat.

## Mod de acțiune
Piretrinele sunt insecticide de contact eficiente contra păduchilor de plante, muștelor, păianjenilor, lăcustelor, gândacilor și larvelor. Ele acționează contra insectele fără excepție în toate stadiile de dezvoltare chiar și asupra ouălor. Apare însă efectul „knock-down“ prin care insectele pot descompune substanța care este instabilă, pentru a împiedica efectul de revenire la viață a insectei, piretrinele s-au asociat cu piperonil butoxid care au o acțiune sinergică de intensificare și prelungire a efectului piretrinelor.